# Cuttyhunk Island
Cuttyhunk Island è un'isola degli Stati Uniti d'America, situata nello stato del Massachusetts e facente parte dell'arcipelago delle Elizabeth Islands. Dal punto di vista amministrativo l'isola fa parte della contea di Dukes.